# Noruega en los Juegos Paralímpicos de Arnhem 1980
Noruega estuvo representada en los Juegos Paralímpicos de Arnhem 1980 por un total de 53 deportistas, 36 hombres y 17 mujeres.

## Medallistas
El equipo paralímpico noruego obtuvo las siguientes medallas:
| Nombre                             | Deporte       | Evento                                 |
| ---------------------------------- | ------------- | -------------------------------------- |
| Oro                                |               |                                        |
| Kari Nilsen                        | Atletismo     | Disco 2 femenino                       |
| Kari Nilsen                        | Atletismo     | Jabalina 2 femenino                    |
| Cato Zahl Pedersen                 | Atletismo     | 100 m E1 masculino                     |
| Cato Zahl Pedersen                 | Atletismo     | 400 m E1 masculino                     |
| Cato Zahl Pedersen                 | Atletismo     | 1500 m E1 masculino                    |
| Cato Zahl Pedersen                 | Atletismo     | Salto de longitud E1 masculino         |
| Bjørn Tangen                       | Atletismo     | Disco CP D masculino                   |
| Bjørn Tangen                       | Atletismo     | Jabalina CP D masculino                |
| Jarle Johnsen                      | Atletismo     | Salto de longitud A masculino          |
| Maj Britt Mastad                   | Natación      | 150 m estilos D1 femenino              |
| Kåre Adler                         | Natación      | 50 m libre CP C masculino              |
| Erling Trondsen                    | Natación      | 100 m braza C1 masculino               |
| Erling Trondsen                    | Natación      | 150 m estilos C1 masculino             |
| Åse Klausen Marit Lysen            | Tenis de mesa | Equipo 1B femenino                     |
| Marie Røsvik                       | Tiro con arco | Doble ronda FITA amputación femenino   |
| Plata                              |               |                                        |
| Jøund Gåsemyr                      | Atletismo     | 1500 m A masculino                     |
| Bjørn Tangen                       | Atletismo     | Peso CP D masculino                    |
| Equipo                             | Dartchery     | Dobles clase abierta masculino         |
| Inger Martinsen                    | Natación      | 100 m braza CP D femenino              |
| Inger Martinsen                    | Natación      | 100 m libre CP D femenino              |
| Maj Britt Mastad                   | Natación      | 100 m braza D1 femenino                |
| Erling Trondsen                    | Natación      | 100 m espalda C1-D1 masculino          |
| Erling Trondsen                    | Natación      | 100 m libre C1-D1 masculino            |
| Kåre Adler                         | Natación      | 50 m braza CP C masculino              |
| Tom Nordtvedt                      | Natación      | 50 m braza J masculino                 |
| Stig Osland                        | Natación      | 100 m libre CP D masculino             |
| Marit Lysen                        | Tenis de mesa | Individual 1B femenino                 |
| Oddbjørn Stebekk                   | Tiro con arco | Doble ronda FITA tetraplejia masculino |
| Bronce                             |               |                                        |
| Hans Anton Ålien                   | Atletismo     | 1500 m A masculino                     |
| Laila Hansen Oddbjørn Stebekk      | Dartchery     | Dobles clase abierta mixto             |
| Vibeke Hagen                       | Natación      | 100 m braza CP D femenino              |
| Maj Britt Mastad                   | Natación      | 100 m espalda C1-D1 femenino           |
| Kåre Adler                         | Natación      | 50 m espalda CP C masculino            |
| Stig Osland                        | Natación      | 100 m braza CP D masculino             |
| Casper Caspersen Jan Erik Stenberg | Tenis de mesa | Equipo 1A masculino                    |
| Svein Kristiansen                  | Tiro con arco | Distancia corta tetraplejia masculino  |